# 程雅晨
程雅晨（1992年7月3日—），臺灣女演員，本名陳怡溱。2016年於偶像劇《我的老師叫小賀》飾演「陶瑋珊」一角。

## 電視劇
| 年份   | 頻道       | 劇名                                 | 角色         |
| 2014年 | 公視       | 《中德財富文化藝術傳媒》《最萌急診》 | 林文光       |
| 2015年 | 大愛電視台 | 《愛的真諦》                         | 遲慶玉       |
| 2015年 | 大愛電視台 | 《阿嬌姨的苦甘人生》                 | 林小琪       |
| 2015年 | 大愛電視台 | 《再見女兒》                         | 劉戀         |
| 2016年 | 民視       | 《我的老師叫小賀》                   | 陶瑋珊       |
| 2017年 | 愛奇藝     | 《櫻桃小丸子》                       | 土橋年子     |
| 2018年 | 台視       | 《情·份》                            | 王文婉       |
| 2019年 | 三立都會台 | 《用九柑仔店》                       | 簡鳳玉       |
| 2019年 | TVBS歡樂台 | 《天堂的微笑》                       | 趙承舒(青年) |
| 2020年 | 三立都會台 | 《天巡者》                           | 李恩熙       |
| 2021年 | 三立都會台 | 《三隻小豬的逆襲》                   | 陳彩香       |
| 2022年 | 三立台灣台 | 《一家團圓》                         | 趙霏霏       |
| 2023年 | 三立台灣台 | 《天道》                             | 王如琪       |
| 2024年 | 大愛電視台 | 《你準備萌芽了嗎？》                 | 子豪妻       |
| 2025年 | 民視       | 《好運來》                           | 蔡佩婕       |
| 2025年 | 大愛電視台 | 《院長爸爸》                         | 邱筱宸       |

## 電影
| 年份   | 片名         | 角色 |
| ------ | ------------ | ---- |
| 2021年 | 《東經北緯》 | 小倩 |
| 2025年 | 《器子》     | 佳佳 |

## 外部連結
- 程雅晨的Facebook專頁
- 程雅晨的Instagram帳戶
- 程雅晨Jane的新浪微博